# Wow (chanson de Kylie Minogue)
Pour les articles homonymes, voir Wow.
Singles de Kylie Minogue
2 Hearts
(2007) In My Arms
(2008)
Pistes de X
Stars Nu-di-ty
Wow est une chanson Dance-Pop de la chanteuse australienne Kylie Minogue. Cette chanson a été écrite par Kylie Minogue, Greg Kurstins et Karen Poole lors d'une session d'écriture à Ibiza. C'est le deuxième single extrait du dixième album de Kylie, X, pour l'Australie et le Royaume-Uni notamment, alors que pour le reste de l'Europe a été choisi In My Arms. Il fut commercialisé le 15 février 2008 et le 18 février au Royaume-Uni.
Ce titre fut dévoilé le 10 novembre 2007 à la télévision britannique lors de l'émission spéciale The Kylie Show où Kylie l'interpréta en live. Le 15 décembre 2007, elle interpréta à nouveau ce titre en live lors de la grande finale de la saison 4 de l'émission de télé-réalité The X Factor, émission pour laquelle sa sœur Dannii Minogue faisait partie du jury.

## Clip vidéo
La vidéo de Wow a été tourné à Los Angeles aux alentours du 15 janvier simultanément à celle de In My Arms et contient de nombreux néons. Les deux vidéos ont été réalisées par Melina Matsoukas. La première diffusion s'est faite le 30 janvier sur Channel 4 au Royaume-Uni.

## Formats et listes des pistes
| #                               | Titre                                                            | Durée    |
| ------------------------------- | ---------------------------------------------------------------- | -------- |
| Single digital                  |                                                                  |          |
| 1.                              | Wow                                                              | 3 min 13 |
| Single 2 titres britannique     |                                                                  |          |
| 1.                              | Wow                                                              | 3 min 13 |
| 2.                              | Cherry Bomb                                                      |          |
| Maxi Single britannique         |                                                                  |          |
| 1.                              | Wow                                                              | 3 min 13 |
| 2.                              | Do It Again                                                      |          |
| 3.                              | Carried Away                                                     |          |
| 4.                              | Wow [Death Metal Disco Scene Mix]                                |          |
| Single 12" britannique          |                                                                  |          |
| 1.                              | Wow                                                              | 3 min 13 |
| 2.                              | Wow [CSS Remix]                                                  |          |
| 3.                              | Wow [F*** Me I'm Famous Remix By David Guetta + Joachim Garraud] |          |
| 4.                              | Wow [MSTRKRFT Remix]                                             |          |
| Single Promotionnel britannique |                                                                  |          |
| 1.                              | Wow [David Guetta F*ck Me I'm Famous Remix]                      |          |
| 2.                              | Wow [MSTRKRFT Remix]                                             |          |
| 3.                              | Wow [Death Metal Disco Scene Mix]                                |          |
| 4.                              | Wow [CSS Mix]                                                    |          |
| 5.                              | Wow [Radio Edit]                                                 | 3 min 13 |
| Single australien               |                                                                  |          |
| 1.                              | Wow                                                              | 3 min 13 |
| 2.                              | Do It Again                                                      |          |
| 3.                              | Carried Away                                                     |          |
| 4.                              | Wow [Death Metal Disco Scene Mix]                                |          |
| Single 2 titres européen        |                                                                  |          |
| 1.                              | Wow                                                              | 3 min 13 |
| 2.                              | Can't Get You Out Of My Head (Greg Kurstin Remix)                |          |
| Maxi Single Européen            |                                                                  |          |
| 1.                              | Wow                                                              | 3 min 13 |
| 2.                              | Wow (C.S.S. Remix)                                               |          |
| 3.                              | Wow (Death Metal Disco Scene Mix)                                |          |
| 4.                              | Wow (Vidéo)                                                      |          |

## Classement des ventes
| Pays                         | Meilleure position |
| ---------------------------- | ------------------ |
| Australie                    | 11                 |
| Bulgarie Diffusions          | 25                 |
| Brésil Clubs                 | 10                 |
| Canada Hot 100               | à venir            |
| Estonie                      | 1                  |
| Europe Eurochart Hot 200     | 18                 |
| France                       | 15                 |
| France Téléchargements       | 40                 |
| Irlande                      | 10                 |
| Royaume-Uni                  | 5                  |
| Royaume-Uni Clubs            | 1                  |
| Royaume-Uni Ventes physiques | 1                  |
| États-Unis Diffusions Dance  | 25                 |